# ام‌وی تایکو
ام‌وی تایکو (به انگلیسی: MV Taiko) یک کشتی است که طول آن ۲۶۲٫۳ متر (۸۶۱ فوت) می‌باشد. این کشتی در سال ۱۹۸۴ ساخته شد.